# レット・ラヴ・ルール
『レット・ラヴ・ルール』（Let Love Rule）は、レニー・クラヴィッツが1989年に発表した初のスタジオ・アルバム。発表から20年後の2009年には、ボーナス・トラックやボーナス・ディスクも追加された『レット・ラヴ・ルール (20周年記念エディション)』もリリースされた。

## 解説
レニー自身がほとんどの楽器を演奏しており、収録曲のうち「シッティング・オン・トップ・オブ・ザ・ワールド」は、完全にレニー単独でレコーディングされた。当時の妻であったリサ・ボネットが、一部の曲の作詞に関与した。
母国アメリカではBillboard 200でトップ40入りを果たせなかったが、その後売り上げを伸ばし、1995年にはゴールド・ディスクに認定された。オランダではセールス的に成功を収め、21週連続でトップ100入りした後、1990年6月9日付のアルバム・チャートで再びトップ100入りして7月21日付のアルバム・チャートで最高23位に達して、合計37週トップ100入りした。
本作からの先行シングル「レット・ラヴ・ルール」は、アメリカの総合チャートBillboard Hot 100で89位、『ビルボード』誌のモダン・ロック・チャートで5位、メインストリーム・ロック・チャートでは23位に達した。同曲のミュージック・ビデオは、MTV Video Music Awardsの最優秀新人賞にノミネートされるが受賞は果たせなかった。

## 収録曲
特記なき楽曲は作詞・作曲：レニー・クラヴィッツ。
1. シッティング・オン・トップ・オブ・ザ・ワールド / Sittin' on Top of the World - 3:16
2. レット・ラヴ・ルール / Let Love Rule - 5:42
3. フリーダム・トレイン / Freedom Train - 2:50
4. マイ・プレシャス・ラヴ / My Precious Love - 5:15
5. アイ・ビルド・ディス・ガーデン・フォー・アス / I Build This Garden for Us - 6:16
6. フィア / Fear - 5:25
  - 作詞：リサ・ボネット／作曲：レニー・クラヴィッツ
7. ダズ・エニィバディ・アウト・ゼア・イーヴン・ケア / Does Anybody Out There Even Care - 3:42
8. ミスター・キャブ・ドライバー / Mr. Cab Driver - 3:49
9. ローズマリー / Rosemary - 5:27
  - 作詞：レニー・クラヴィッツ、リサ・ボネット／作曲：レニー・クラヴィッツ
10. ビィ / Be - 3:16
11. ブルース・フォー・シスター・サムワン / Blues for Sister Someone - 2:51
12. エンプティ・ハンズ / Empty Hands - 4:42
13. フラワー・チャイルド / Flower Child - 2:56

### 20周年記念エディション盤ボーナス・トラック
1. レット・ラヴ・ルール（ベイシック・ラフ・ミックス） / Let Love Rule (Basic Rough Mix) - 5:44
2. コールド・ターキー / Cold Turkey - 5:24
  - 作詞・作曲：ジョン・レノン
3. ライト・スキン・ガール・フロム・ロンドン / Light Skin Girl from London - 2:42
4. フィア（1987デモ） / Fear (1987 Demo) - 3:44
  - 作詞：リサ・ボネット／作曲：レニー・クラヴィッツ
5. ミスター・キャブ・ドライバー（デモ） / Mr. Cab Driver (Home Demo) - 3:01
6. レット・ラヴ・ルール （デモ） / Let Love Rule (Home Demo) - 2:49

### 20周年記念エディション盤ボーナス・ディスク
1. - 10.は1990年3月28日にボストンのThe Paradiseで録音されたライブ音源で、11. - 12.は1989年12月20日にアムステルダムのThe Paradisoで録音されたライブ音源。
1. フラワー・チャイルド / Flower Child - 5:02
2. ブルース・フォー・シスター・サムワン / Blues for Sister Someone - 5:28
3. ミスター・キャブ・ドライバー / Mr. Cab Driver - 4:27
4. フリーダム・トレイン / Freedom Train - 5:26
5. ビィ / Be - 5:11
6. マイ・プレシャス・ラヴ / My Precious Love - 7:16
7. ダズ・エニィバディ・アウト・ゼア・イーヴン・ケア / Does Anybody Out There Even Care - 4:21
8. レット・ラヴ・ルール / Let Love Rule - 11:08
9. ローズマリー / Rosemary - 6:49
  - 作詞：レニー・クラヴィッツ、リサ・ボネット／作曲：レニー・クラヴィッツ
10. フィア / Fear - 13:50
  - 作詞：リサ・ボネット／作曲：レニー・クラヴィッツ
11. マイ・フラッシュ・オン・ユー / My Flash on You - 3:37
  - 作詞・作曲：アーサー・リー
12. イフ・シックス・ワー・ナイン / If Six Were 9 - 7:22
  - 作詞・作曲：ジミ・ヘンドリックス

## カヴァー
- レット・ラヴ・ルール
  - シンディ・ブラックマン - アルバム『In the Now』（1998年）に収録[13]。

## 参加ミュージシャン
- レニー・クラヴィッツ - ボーカル、ギター、オルガン、ベース、ドラムス、パーカッション
- ヘンリー・ハーシュ - ピアノ、オルガン、ベース
- アダム・ウィドフ - ギター(on 6.)
- カール・デンソン - サックス(on 2. 3. 4. 7. 8. 11. 13.)
- リー・ジャッフェ - ハーモニカ(on 9. 12.)
- エリック・デレンテ - ヴァイオリン(on 5. 12.)
- マシュー・レイモンディ - ヴァイオリン(on 6. 10.)
- ジーン・オーロフ - ヴァイオリン(on 6.)
- ウィンタートン・ヤーヴェイ - ヴァイオリン(on 6.)
- ルー・エレックス - ヴァイオリン(on 6.)
- マックス・エレン - ヴァイオリン(on 6.)
- John Tintaualle - ヴァイオリン(on 6.)
- アルフレッド・ブラウン - ヴィオラ(on 6. 10.)
- マキシン・ローチ - ヴィオラ(on 6.)
- ナンシー・アイヴズ - チェロ(on 5. 12.)
- カーミット・ムーア - チェロ(on 6. 10.)
- マーク・シューマン - チェロ(on 6. 10.)
- ティーシャ・キャンベル - バッキング・ボーカル(on 5.)
- ジーン・マックレイン - バッキング・ボーカル(on 5.)
- ヨランダ・ピットマン - バッキング・ボーカル(on 5.)